# Dedham Vale

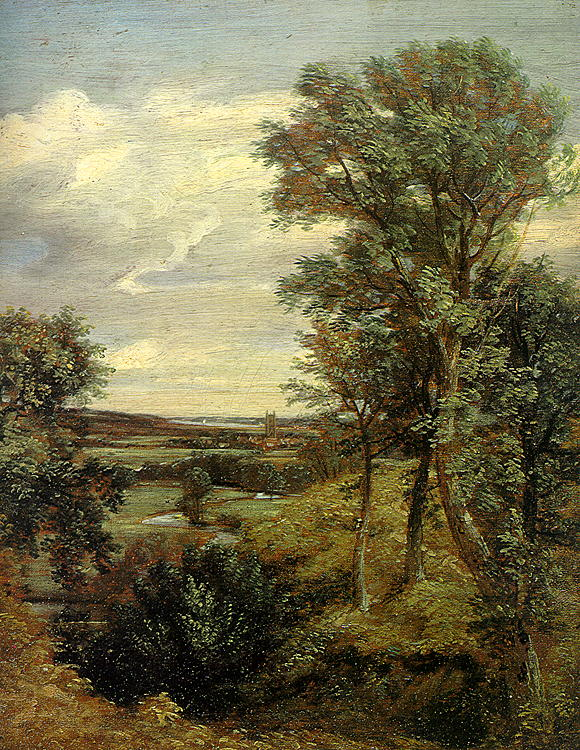
John Constable: Dedham Vale von 1802

Dedham Vale ist eine Area of Outstanding Natural Beauty (AONB) in England. Das Gebiet liegt in East Anglia an der Grenze zwischen Essex und Suffolk. Es umfasst das Gebiet des River Stour zwischen Manningtree und Smallbridge Farm, östlich von Bures, einschließlich der namengebenden Gemeinde Dedham in Essex. Der River Stour ist der Schlüssel für dieses Tal, die Uferzonen in seinem Verlauf bilden eine Vielzahl von Feuchtwiesen und Lebensräumen. Zum Dedham Vale gehören aber ebenso Bereiche mit alten Wäldern, Wiesen und Mooren.
Dedham Vale ist ein Teil des Gebietes, das auch als „Constable Country“ bezeichnet wird. John Constable (1776–1837), in East Bergholt und Dedham aufgewachsen, hat es in seinen Bildern häufig beschrieben ebenso wie Thomas Gainsborough und Paul Nash. Ein bekanntes Werk Constables aus dieser Gegend ist Dedham Vale im Victoria and Albert Museum in London.

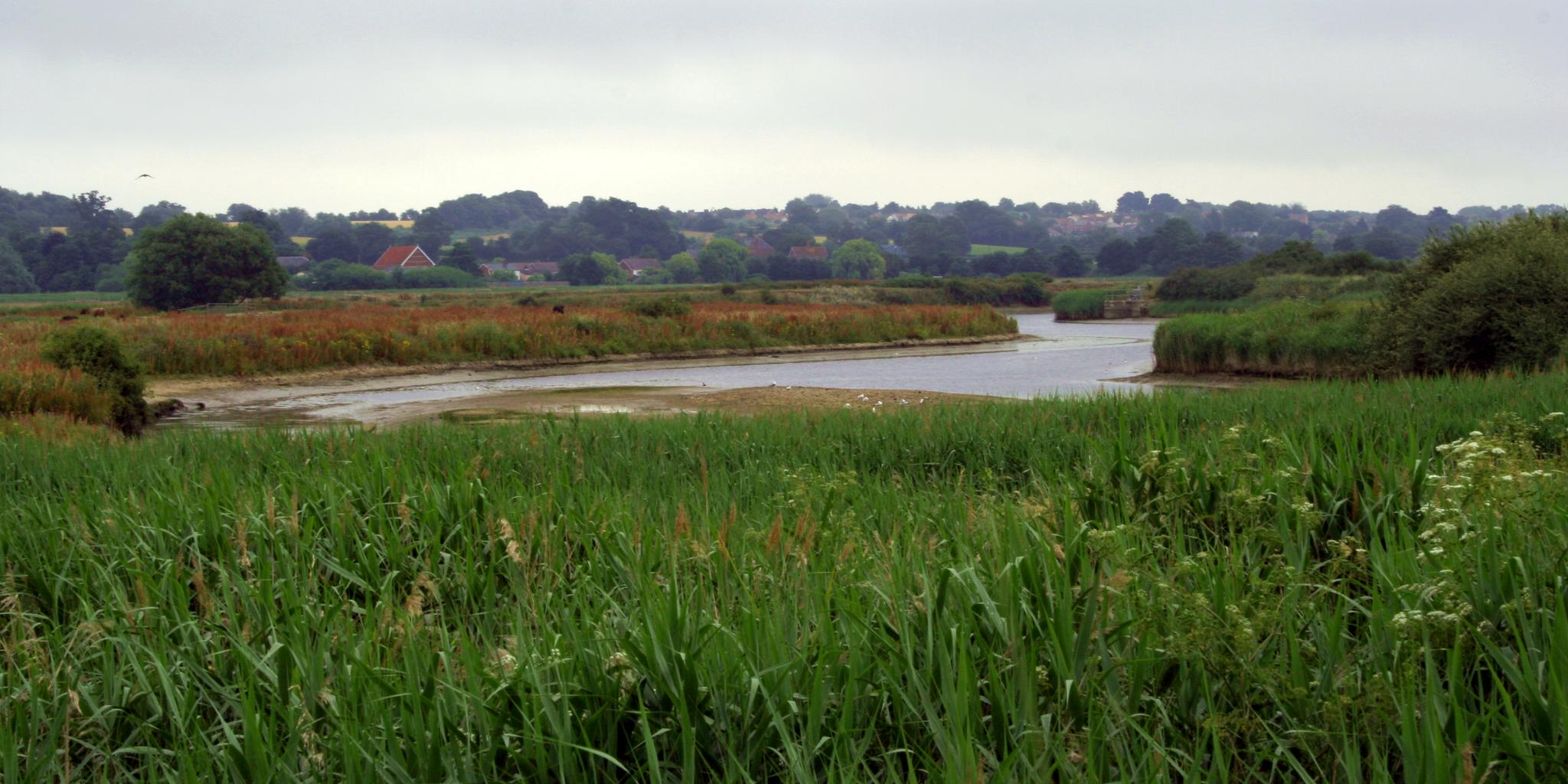
Dedham Vale bei Manningtree
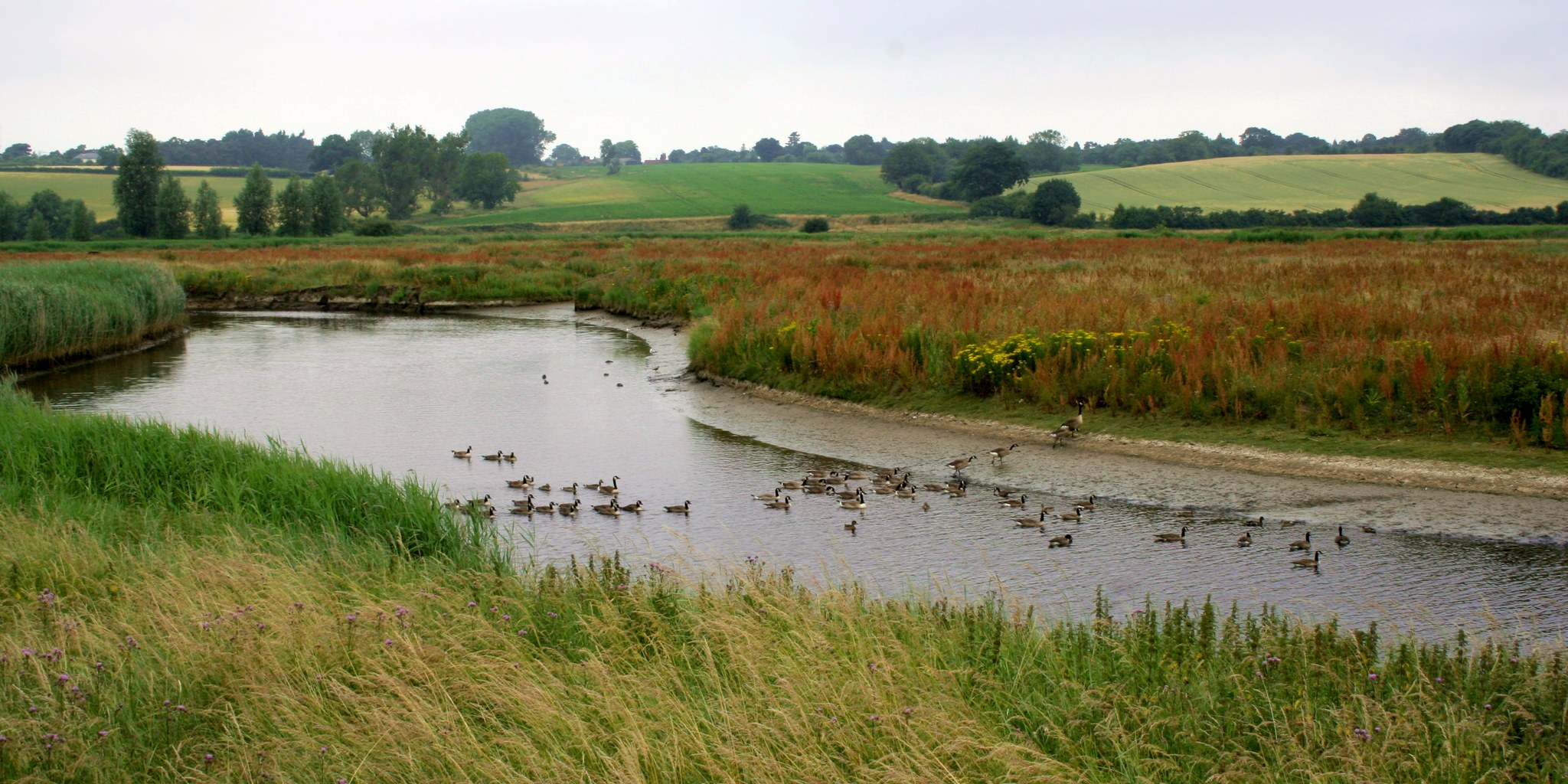
River Stour bei Manningtree